# Sjabbatklok

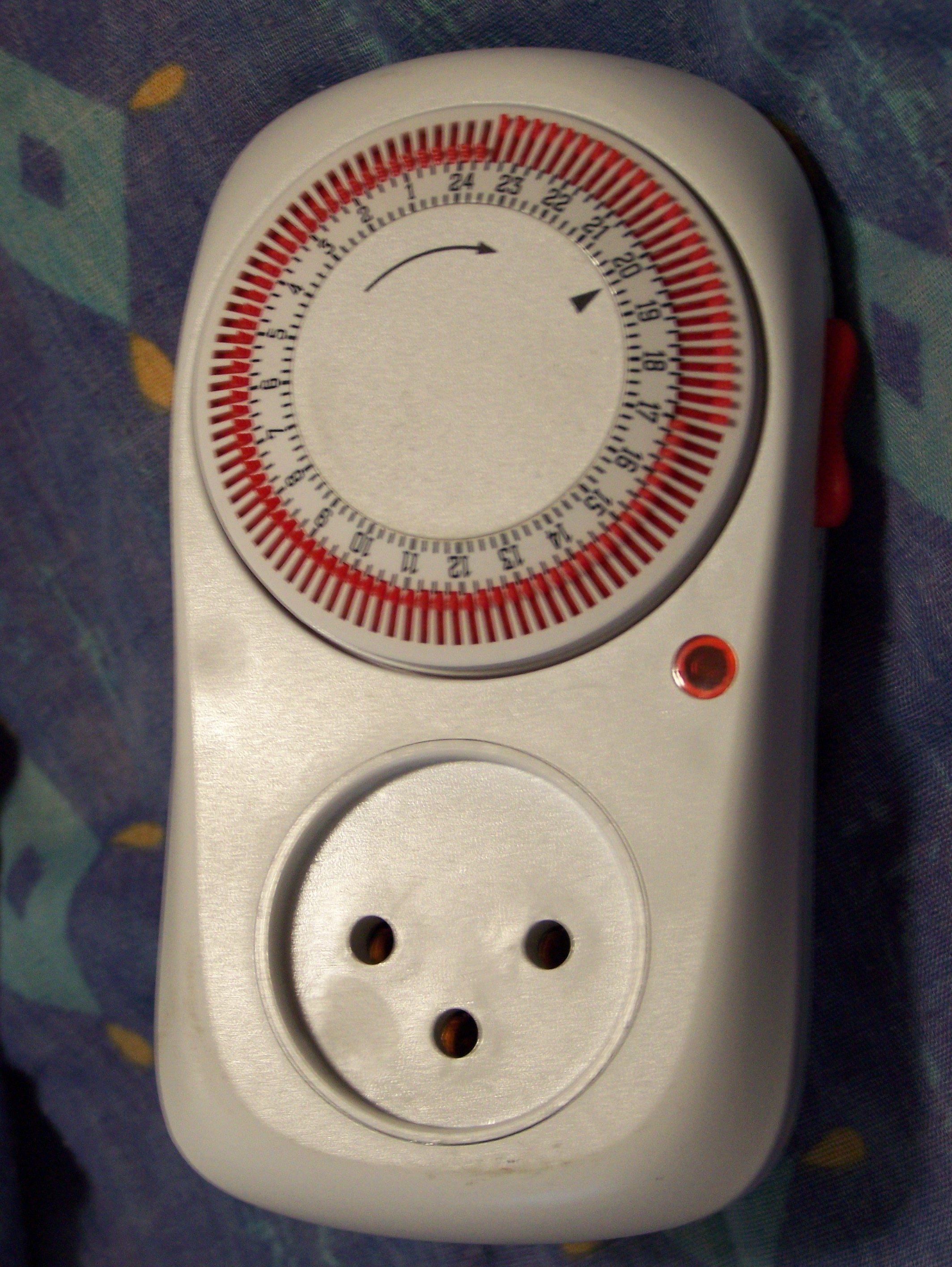
Elektronische sjabbatklok

Een sjabbatklok (Hebreeuws: שעון שבת (הלכה)) is een klok die werd gebruikt om het begin en het einde van de sjabbat vast te stellen. Deze klok kan bovendien gebruikt worden om het juiste tijdstip van het middaggebed te bepalen. 
Oorspronkelijk werd het zichtbaar zijn van drie sterren als het begin van de sjabbat genomen. In de loop van de tijd zijn er echter nauwkeuriger instrumenten gekomen waarmee het begin en het einde van de sjabbat zijn te bepalen. 
Tegenwoordig worden deze halachische tijden bepaald door middel van astronomische berekeningen, die in joodse kalenders verwerkt worden. Hiervoor zijn ook kleine meeneemboekjes beschikbaar, waarin zowel de Gregoriaanse als Joodse kalender verwerkt zijn, en voor elke dag, inclusief sjabbat, alle relevante tijden. Dergelijke tabellen kunnen ook op het internet worden gevonden. De doordeweekse tijden zijn minder relevant, omdat die ook arbitrair kunnen worden vastgesteld. Zo kan het ochtendgebed, sjacharis, tot ergens tussen 11 en 13 uur gebeden worden, en zijn de eerste en laatste tijden voor het middaggebed (mincha) en avondgebed (maariv) relevant. Op sjabbat heeft men de tijden liever echt exact.
Onder een sjabbatklok wordt soms ook een moderne elektronische tijdschakelaar verstaan waarmee een elektrische kookplaat kan worden aangezet.
Daarvoor gelden dan de volgende voorwaarden:
a. Het voedsel heeft vóór Sjabbat volledig gekookt;
b. Het werd vóór Sjabbat op de kookplaat gezet;
c. De kookplaat is met een extra plaat vóór Sjabbat afgedekt.